# Prim (Fechten)
Die Prim ist eine Parade im Fechtsport zur Abwehr des gegnerischen Eisens. Sie wird hauptsächlich im Florettfechten, gelegentlich auch im Degenfechten verwendet.

## Ausführung
Bei der Prim-Parade wird das gegnerische Eisen mit abwärtsgerichteter Klinge nach innen abgelenkt.